# Trophée Hap-Emms
Le trophée Hap-Emms est remis au meilleur gardien de but de la coupe Memorial de la Ligue canadienne de hockey. Le trophée honore Hap Emms qui a mené quatre équipes à la victoire de la coupe Memorial entre 1950 et 1960.

## Vainqueur
| Saison | Récipiendaire       | Équipe                         | Ligue       |
| ------ | ------------------- | ------------------------------ | ----------- |
| 1975   | Gary Carr           | Marlboros de Toronto           | LHO         |
| 1976   | Maurice Barrett     | Remparts de Québec             | LHJMQ       |
| 1977   | Pat Riggin          | 67 d'Ottawa                    | LHO         |
| 1978   | Ken Ellacott        | Petes de Peterborough          | LHO         |
| 1979   | Bart Hunter         | Wheat Kings de Brandon         | LHOu        |
| 1980   | Rick LaFerriere     | Petes de Peterborough          | LHO         |
| 1981   | Corrado Micalef     | Royals de Cornwall             | LHO         |
| 1982   | Michael Morrissette | Castors de Sherbrooke          | LHJMQ       |
| 1983   | Mike Vernon         | Winter Hawks de Portland       | LHOu        |
| 1984   | Darren Pang         | 67 d'Ottawa                    | LHO         |
| 1985   | Ward Komonosky      | Raiders de Prince Albert       | LHOu        |
| 1986   | Steve Guénette      | Platers de Guelph              | LHO         |
| 1987   | Mark Fitzpatrick    | Tigers de Medicine Hat         | LHOu        |
| 1988   | Mark Fitzpatrick    | Tigers de Medicine Hat         | LHOu        |
| 1989   | Mike Greenlay       | Blades de Saskatoon            | LHOu        |
| 1990   | Mike Torchia        | Rangers de Kitchener           | LHO         |
| 1991   | Félix Potvin        | Saguenéens de Chicoutimi       | LHJMQ       |
| 1992   | Corey Hirsch        | Blazers de Kamloops            | LHOu        |
| 1993   | Kevin Hodson        | Greyhounds de Sault Ste. Marie | LHO         |
| 1994   | Éric Fichaud        | Saguenéens de Chicoutimi       | LHJMQ       |
| 1995   | Jason Saal          | Red Wings Junior de Détroit    | LHO         |
| 1996   | Frédéric Deschênes  | Prédateurs de Granby           | LHJMQ       |
| 1997   | Christian Bronsard  | Olympiques de Hull             | LHJMQ       |
| 1998   | Chris Madden        | Storm de Guelph                | LHO         |
| 1999   | Cory Campbell       | Bulls de Belleville            | LHO         |
| 2000   | Sébastien Caron     | Océanic de Rimouski            | LHJMQ       |
| 2001   | Maxime Daigneault   | Foreurs de Val-d'Or            | LHJMQ       |
| 2002   | T.J. Aceti          | Otters d'Érié                  | LHO         |
| 2003   | Scott Dickie        | Rangers de Kitchener           | LHO         |
| 2004   | Kelly Guard         | Rockets de Kelowna             | LHOu        |
| 2005   | Adam Dennis         | Knights de London              | LHO         |
| 2006   | Cédrick Desjardins  | Remparts de Québec             | LHJMQ       |
| 2007   | Matt Keetley        | Tigers de Medicine Hat         | LHOu        |
| 2008   | Dustin Tokarski     | Chiefs de Spokane              | LHOu        |
| 2009   | Marco Cousineau     | Voltigeurs de Drummondville    | LHJMQ       |
| 2010   | Martin Jones        | Hitmen de Calgary              | LHOu        |
| 2011   | Jordan Binnington   | Attack d'Owen Sound            | LHO         |
| 2012   | Gabriel Girard      | Cataractes de Shawinigan       | LHMJQ       |
| 2013   | Andreï Makarov      | Blades de Saskatoon            | LHOu        |
| 2014   | Antoine Bibeau      | Foreurs de Val-d'Or            | LHMJQ       |
| 2015   | Ken Appleby         | Generals d'Oshawa              | LHO         |
| 2016   | Tyler Parsons       | Knights de London              | LHO         |
| 2017   | Michael DiPietro    | Spitfires de Windsor           | LHO         |
| 2018   | Kaden Fulcher       | Bulldogs de Hamilton           | LHO         |
| 2019   | Alexis Gravel       | Mooseheads d'Halifax           | LHJMQ       |
| 2020   | Non décerné         | Non décerné                    | Non décerné |
| 2021   | Non décerné         | Non décerné                    | Non décerné |
| 2022   | Nikolas Hurtubise   | Sea Dogs de Saint-Jean         | LHJMQ       |
| 2023   | William Rousseau    | Remparts de Québec             | LHJMQ       |
| 2024   | Michael Simpson     | London Knights                 | LHO         |